# Eduard von Jena (General, 1826)
Eduard Karl von Jena (* 4. September 1826 in Nettelbeck (Putlitz); † 5. Mai 1909 in Naumburg (Saale)) war ein preußischer Generalleutnant.

Eduard von Jena (nach Juni 1874)

## Leben

### Herkunft
Eduard entstammte dem thüringischen Adelsgeschlecht von Jena. Er war der Sohn von Karl von Jena (1796–1886) und dessen Ehefrau Leopoldine Luise Amalie Meta, geborene Freiin von Eckardstein (1801–1837). Sein Vater war Kammerherr sowie Herr auf Nettelbeck, Krumbeck und Weitgendorf. Insgesamt weist das Generaladressbuch der Rittergutsbesitzer für Brandenburg 1742,70 ha Besitztum aus.

### Militärkarriere
Jena besuchte zunächst das Kadettenhaus in Potsdam, wurde aber auf Wunsch des Vaters im Juli 1841 entlassen. Daraufhin absolvierte er das Gymnasium in Berlin und trat am 11. Februar 1845 als Grenadier in das 2. Garde-Regiment zu Fuß der Preußischen Armee ein. Dort avancierte er Mitte Februar 1845 zum Portepeefähnrich und wurde im März des Folgejahres zur Reserve entlassen.
Am 1. Oktober 1846 wurde Jena als Füsilier im 2. Thüringischen Infanterie-Regiment Nr. 32 wieder angestellt und avancierte bis März 1850 zum Sekondeleutnant. Als solcher wurde Jena am 6. Juni 1851 mit Patent vom 13. Juli 1850 in das Garde-Jäger-Bataillon versetzt. Hier stieg er Ende Mai 1859 zum Premierleutnant auf und erhielt im Januar 1860 die Erlaubnis, auf spanischer Seite am Krieg gegen Marokko teilzunehmen. Er machte die Kämpfe bei Tétouan, Keleli, Larache y Arcile, Uad Bas mit und wurde bei Samsa verwundet. Jena erhielt das Ritterkreuz des San-Fernando-Ordens und nach seiner Rückkehr zeichnete ihn König Friedrich Wilhelm IV. mit dem Roten Adlerorden IV. Klasse mit Schwertern aus. Jena kam dann am 14. Juni 1860 in das 2. Garde-Regiment zu Fuß und war vom 16. Januar bis zum 16. April 1862 als stellvertretender Adjutant zum Generalkommando des Gardekorps kommandiert. Anschließend wurde Jena mit der Beförderung zum Hauptmann zum Chef der 12. Kompanie ernannt. Im April 1863 kam er in den Generalstab des VI. Armee-Korps und nahm im Jahr darauf während des Krieges gegen Dänemark im Stab des Prinzen Friedrich Karl an der Erstürmung der Düppeler Schanzen teil.
Am 10. Dezember 1864 folgte Jenas Versetzung in den Generalstab der 13. Division nach Münster. In dieser Stellung nahm er 1866 während des Deutschen Krieges unter Generalleutnant Groeben an den Kämpfen bei Langensalza, Dermbach, Werbach, Hochhausen, Kissingen, Laufach, Aschaffenburg, Gerchsheim und Tauberbischofsheim sowie der Beschießung von Würzburg teil. Für sein Wirken wurde Jena mit dem Kronenorden III. Klasse mit Schwertern ausgezeichnet und am 30. Oktober 1866 zum Major befördert. In dieser Eigenschaft war er Ende des Jahres zur Erkundung der militärischen Verhältnisse nach Italien und Algier kommandiert. Am 16. April 1867 wurde Jena in das 3. Brandenburgische Infanterie-Regiment Nr. 20 versetzt und am 25. September 1867 zum Kommandeur des Füsilier-Bataillons in Treuenbrietzen ernannt.
Anlässlich des Krieges gegen Frankreich wurde Jena für die Dauer des mobilen Verhältnisses zum Kommandeur des Brandenburgischen Jäger-Bataillons Nr. 3 ernannt. In der Schlacht bei Spichern wurde er durch einen Lungenschuss schwer verwundet und war nach seiner Gesundung erst im Mai 1871 wieder dienstfähig. Ausgezeichnet mit dem Eisernen Kreuz II. Klasse wurde Jena nach dem Friedensschluss zum Bataillonskommandeur ernannt und stieg in dieser Stellung bis September 1873 zum Oberst auf. Am 14. Februar 1874 beauftragte man ihn mit der Führung des Grenadier-Regiments „Prinz Carl von Preußen“ (2. Brandenburgisches) Nr. 12. Mit der Beförderung zum Generalmajor wurde er am 3. Februar 1880 zum Kommandeur der 21. Infanterie-Brigade in Breslau ernannt. Am 14. Oktober 1884 versetzte man ihn zu den Offizieren von der Armee und kommandierte Jena vorübergehend zur Vertretung des Kommandeurs der 4. Division. In dieser Stellung wurde er am 1. April 1885 zum Generalleutnant befördert und am 15. April 1886 mit der gesetzlichen Pension unter Verleihung des Sterns zum Roten Adlerorden II. Klasse mit Eichenlaub und Schwertern zur Disposition gestellt.
Anlässlich des Jahrestages der Schlacht bei Spichern verlieh ihm Wilhelm II. am 6. August 1895 den Kronenorden I. Klasse mit Schwertern.
Er war seit 24. Juni 1874 Rechtsritter des Johanniterordens. Dieser Kongregation gehörte er bereits seit 1865 an und war der Balley direkt angehörig. Seinen letzten Wohnsitz nahm er in Naumburg an der Saale.

### Familie
Jena hatte sich am 28. November 1870 in Berlin mit Emilie Marie Heyn (1846–1914) verheiratet. Sie war die Tochter des deutsch-russischen Kaufmanns in Moskau und Konsuls in Berlin Heinrich Julius Heyn und dessen Ehefrau Henriette, geborene Zurhofen. Aus der Ehe gingen folgende Kinder hervor:
- Amélie (1871–1906)
- Eduard (1873–1914), gefallen als Hauptmann im Garde-Grenadier-Regiment Nr. 5
- Karl Eduard (1875–1927) ⚭ in Wichita Falls Anna Fritsche
- Marie Hedwig (1881–1946) ⚭ 28. April 1902 Fritz von Cleve (1870–1944), preußischer Major